# Miss Tierra 2003
Miss Tierra 2003 fue la 3.ª edición del concurso de belleza Miss Tierra, se llevó a cabo el 9 de noviembre de 2003 en la Universidad de Filipinas, en Ciudad Quezón, Filipinas. 57 participantes de todo el mundo estuvieron presente en el evento. El concurso fue transmitido en vivo a través de ABS-CBN en Filipinas y para muchos países en todo el mundo a través de Star World, el canal Filipino y otras señales asociadas. Al final de la noche final de la competición,  Miss Tierra 2002, Winfred Omwakwe de Kenia coronó a su sucesora Dania Prince de Honduras. Priscila Zandoná de Brasil fue seleccionada como Miss Aire 2003 (1.ª finalista), Marianela Zeledón Bolaños de Costa Rica fue elegida Miss Agua 2003 (2.ª finalista), y Marta Matyjasik de Polonia fue Miss Fuego 2003 (3.ª finalista). El concurso fue organizado por el animador de televisión Ariel Ureta. Las candidatas se presentaron inicialmente en la piscina del Hotel Intercontinental Manila en Makati, el 22 de octubre de 2003. El premio «Belleza por una causa» fue otorgado a Vida Samadzai, la primera mujer afgana en un concurso de belleza internacional en casi tres décadas, para ayudar a fundar una organización benéfica de mujeres con sede en Estados Unidos que busca crear conciencia de los derechos y la educación de las mujeres en Afganistán «en símbolo a la nueva confianza, coraje y espíritu de las mujeres y que representa la victoria de los derechos de las mujeres y diversas luchas sociales, personales y religiosas» de hoy.

## Resultados
| Resultados Finales       | Finalista |
| ------------------------ | --- |
| Miss Tierra 2003         | - Honduras - Dania Prince |
| Miss Tierra - Aire 2003  | - Brasil - Priscila Poleselo Zandoná |
| Miss Tierra - Agua 2003  | - Costa Rica - Marianela Zeledón Bolaños |
| Miss Tierra - Fuego 2003 | - Polonia - Marta Matyjasik |
| Semifinalistas (Top 10)  | - Tahití - Vairupe Pater Huioutu - Chipre - Krystiana Aristotelou - Guatemala - Marie Claire Palacios Bouefgras - Noruega - Fay Larsen - Serbia y Montenegro - Katarina Vucetic - Filipinas - Laura Marie Dunlap |

### Premios especiales
| Premios                  | Candidatas                              |
| ------------------------ | --------------------------------------- |
| Belleza por una causa    | Afganistán - Vida Samadzai              |
| Miss Fotogénica          | Bolivia - Claudia Cecilia Azaeda        |
| Mejor Traje Nacional     | Panamá - Jessica Doralis Segui †        |
| Miss Simpatía            | Etiopía - Yodit Getahun                 |
| Miss Talento             | Bosnia y Herzegovina - Mirela Bulbulija |
| Mejor en Traje de Baño   | Francia - Jennifer Pichard              |
| Mejor en Vestido de Gala | Brasil - Priscila Poleselo Zandoná      |

### Respuesta ganadora
- Pregunta Final en Miss Tierra 2003: «Al final de cada arcoiris, por lo que dice el refrán, es una mina de oro como una mujer de la tierra, en vez de una olla de oro, ¿qué más se puede y no encontrar al final del... arcoiris?»
- Respuesta ganadora de Miss Tierra 2003: «Honestamente, hay cosas que son mucho más importante que el oro para mí, personalmente, el más importante es el poder dar amor y una sonrisa a un ser humano y a las personas, para ser capaz de dar... tender la mano cuando sea necesario, para ayudar a alguien que necesita su presencia, y también Dios está siempre con nosotros, lo cual es muy importante. lo primero que pienso cuando abro los ojos es el cielo, cuando lo tenemos en nuestros corazones y la mente, todo es mejor, y puedo ver a la gente cómo son en realidad en el interior, no se si tienen el oro o no. Para mí el arco iris significa la vida, Dios y la felicidad». - Dania Prince (Honduras).

## Panel de jurados
- Jose Cayetano da Silva (Embajador de Portugal en Filipinas).
- Evangeline Pascual (1.ª finalista en Miss Mundo 1973).
- Inno Sotto (Diseñador de Moda de Alta Costura).
- Chito Macapagal (Gerente general Unilever Filipinas).
- Chin-Chin Gutierrez (Persona del Año 2003 en Asia según Revista Time).
- Stefan Voogel (Gerente general del Hotel Intercontinental Manila).
- Paul Lancos (Experto en Belleza, Vicepresidente de Avon Products, Inc.).
- Elisea Gozun (Secretario del Departamento de Medio Ambiente y Recursos Naturales).

## Candidatas
Listas de países y sus representantes que participaron en Miss Tierra 2003.
| - Afganistán - Vida Samadzai - Alemania - Jolena Kwasow - Antigua y Barbuda - Juany Gomez - Argentina - Marisol Pipastrelli - Australia - Shivaune Christina Field - Bélgica - Sofie Ydens - Bolivia - Claudia Cecilia Azaeda Melgar - Bosnia y Herzegovina - Mirela Bulbulija - Brasil - Priscila Poleselo Zandoná - Canadá - Brooke Elizabeth Johnston - Chile - Carolina Salazar - China - Dong Meixi - Chipre - Krystiana Aristotelou - Colombia - Emily de Castro Giacometto - Corea del Sur - Oh Yoo-mi - Costa Rica - Marianela Zeledón Bolaños - Dinamarca - Marie Petersen - Ecuador - Isabel Cristina Ontaneda Pinto - Eslovenia - Sabina Begovic - Estados Unidos - Jessica Schilling † - Estonia - Kadi Tombak - Etiopía - Yodit Getahun - Filipinas - Laura Marie Mercado Dunlap - Finlandia - Jenni Suominen - Francia - Jennifer Pichard - Ghana - Ama Amissah Quartey - Gibraltar - Justine Olivero - Guatemala - Marie Claire Palacios Boeufgras | - Honduras - Dania Patricia Prince Méndez - Hungría - Aniko Szucs - India - Shwetha Vijay Nair - Israel - Moran Glistron - Japón - Asami Saito - Kenia - Hazel Nzioki - Kosovo - Teuta Hoxha - Líbano - Mary Georges Hanna - Malasia - Ying Ying Lee - México - Lorena Irene Velarde Briceño - Nueva Zelanda - Katey Ellen Price - Nicaragua - Marynes Argüello César - Nigeria - Eva Ogberor - Noruega - Fay Larsen - Panamá - Jessica Doralis Segui Barrios † - Perú - Danitza Autero Stanic - Polonia - Marta Matyjasik - Puerto Rico - Norelis Ortiz Acosta - República Dominicana - Suanny Frontaán - Serbia y Montenegro - Katarina Vucetic - Singapur - Adele Koh - Sudáfrica - Catherine Constantinides - Suecia - Caroline Sonath - Suiza - Catherine Waldenmeyer - Tahití - Vairupe Pater Huioutu - Tailandia - Anongnat Sutthanuch - Venezuela - Driva Ysabella Cedeño Salazar - Vietnam - Nguyen Ngan Ha |

## Acerca de las candidatas
- Dania Prince de Honduras participó en Miss Universo 1998 sin figuración.
- Isabel Ontaneda de Ecuador participó en Miss Universo 2002 y Miss Internacional 2002.
- Yodit Getahun de Etiopía también participó en Miss Internacional 2003.
- Krystiana Aristotelou de Chipre y Marta Matyjasik de Polonia participaron en Miss Mundo 2001 y Miss Mundo 2002 respectivamente, pero ambas participantes no tuvieron éxito en el certamen. Marta Matyjasik más tarde fue 4.ª finalista en Miss Europa 2003.
- Jolena Kwasow de Alemania y Nguyen Ngan Ha de Vietnam, compitieron en Miss Tourism Queen International 2004. Ngan Ha alcanzó la etapa semifinalista y Kwasow quedó como 1° finalista en dicho certamen.
- Las candidatas de Bosnia y Herzegovina ganaron Miss Talento durante 2 años consecutivos.
- El 27 de noviembre de 2003 Jessica Schilling de Estados Unidos falleció a la edad de 19 años en un trágico accidente de coche en Palm Springs, California días después de haber terminado el certamen de Miss Tierra 2003.[11][12]
- El 27 de septiembre de 2010 Jessica Segui de Panamá falleció en un hospital de Panamá debido a una aneurisma cerebral.[13]